# Омирова лястовича опашка
Омировата лястовича опашка (Papilio homerus) е вид насекомо от семейство Лястовичи опашки (Papilionidae). Видът е застрашен от изчезване.

## Разпространение
Разпространен е в Ямайка.